# Stadio Gianni Falchi
Lo stadio Gianni Falchi è uno stadio di baseball ubicato a Bologna, in Italia.
La struttura è sede delle partite casalinghe della Fortitudo Baseball Bologna, militante nella Italian Baseball League.

## Gianni Falchi
Gianni Falchi nasce a Bologna il 14 Dicembre 1922. Laureato in Giurisprudenza e appassionato di sport riesce, per un periodo, a conciliare il lavoro presso l’azienda paterna con collaborazioni per alcuni quotidiani, fintanto che decide di dedicarsi definitivamente al giornalismo. Assunto a Stadio alla fine degli anni 50, scrive di varie discipline sportive, in particolare di pugilato e atletica leggera. In questi anni emerge anche una nuova passione: il baseball. Questo sport, poco conosciuto in Italia, lo entusiasma e lo porta a seguire gli incontri nelle varie città e a recarsi anche negli Stati Uniti dove ha l’opportunità di entrare in contatto con l’ambiente americano e approfondire la conoscenza del baseball e delle sue regole. Grazie a questa esperienza è in grado di seguire i campionati italiani e scrivere articoli con sempre maggiore competenza. È tra i corrispondenti da Roma per l’atletica leggera in occasione delle Olimpiadi del 1960. La notte del 23 febbraio 1963, uscito da poco dalla redazione, viene investito da un’auto e l’impatto lo uccide.
Alcuni anni più tardi, nel 1969, a Bologna, si inaugura lo Stadio di baseball Gianni Falchi intitolato a suo nome come riconoscimento al giornalista che, tra i primi, ha parlato al pubblico di questo sport. All’entrata dello stadio è stata collocata una scultura che raffigura una palla da baseball con una targa in sua memoria.

## Storia
L'impianto è stato aperto nel 1969, diventando con ciò la nuova casa della Fortitudo Bologna, che prima di allora utilizzava campi da calcio riadattati per il baseball presso un terreno adiacente allo Stadio Dall'Ara e presso il campo della Corticella.
L'inaugurazione avvenne con un'amichevole fra Bologna e Milano. A quei tempi la struttura dello stadio era diversa, poiché vi erano gradinate basse e alcune tribune in legno lungo la linea del foul. Dietro casa base vi era anche una sorta di fortino, ora demolito per realizzare la tribuna per la stampa.
Il "Falchi" in quattro occasioni (1978, 1988, 1998, 2009) ha ospitato partite dei mondiali di baseball, ma qui si sono giocati anche i campionati europei e due edizioni della coppa Intercontinentale (1973 e 1993).